# Spanischer Krieg

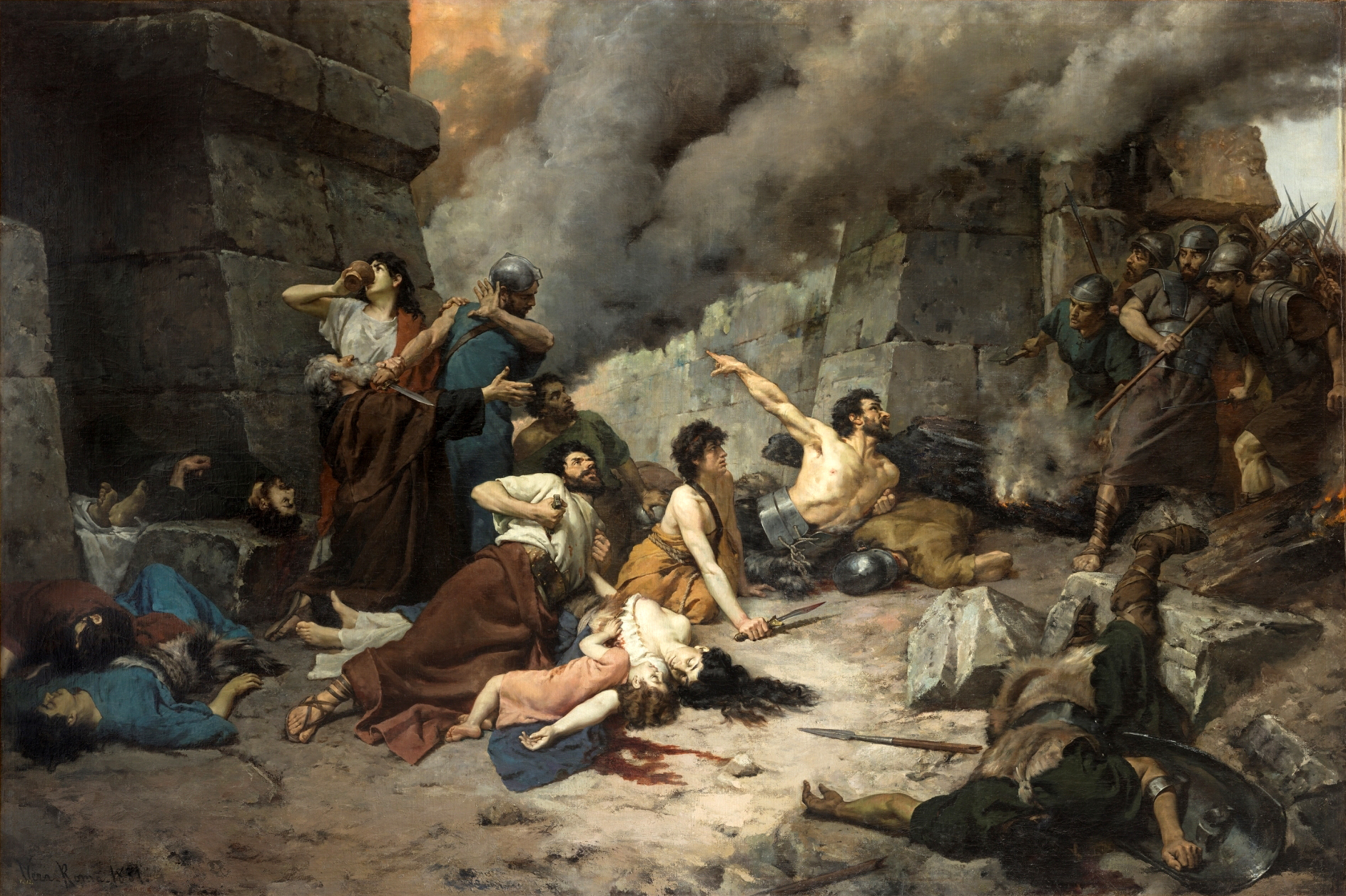
Numantia von Alejo Vera (1881)

Der Spanische Krieg, auch lateinisch Bellum Numantinum (154 v. Chr. bis 133 v. Chr.) bezeichnet eine kriegerische Auseinandersetzung zwischen den Römern und den keltiberischen Stämmen der Iberischen Halbinsel, die sich gegen die römische Besetzung ihrer Gebiete wehrten. In der Geschichte Portugals, auf dessen heutigem, ehemals lusitanischen, Territorium der Krieg überwiegend ausgetragen wurde, wird er Lusitanischer Krieg (A Guerra Lúsitana) genannt. In seiner Hauptphase (148 v. Chr. bis 139 v. Chr.) wird der Krieg auch als Viriatischer Krieg bezeichnet, nach dem lusitanischen Anführer Viriatus. Der Krieg in den Jahren 154 bis 150 v. Chr. heißt auch Zweiter Keltiberischer Krieg. Der gesamte Krieg oder die Phase 143 bis 133/132 v. Chr. wird manchmal auch Numantinischer Krieg genannt, nach dem heute in Spanien gelegenen keltischen oppidum Numantia, eines der Zentren des Widerstandes gegen die Römer.

## Kriegsverlauf

Karte der römischen Provinz und die Phasen der Okkupation von Iberien in der Zeit von 220 v. Chr. bis 19 v. Chr. Sie führt dabei die ungefähren Provinzgrenzen mit an. Der eigentliche Spanische Krieg, Bellum Numantinum dauerte von 154 v. Chr. bis 133 v. Chr.

### Auslöser
Der Spanische Krieg begann 154 v. Chr. mit einem Aufstand keltiberischer Stämme (Beller, Avaker) unter Führung des Punicus, die rasch bedeutende Gewinne gegen die Römer erzielen konnten. Im gleichen Jahr erhoben sich auch die Lusitanen, ein weiterer keltiberischer Stamm. Am 23. August 153 v. Chr. wurde der römische Konsul Quintus Fulvius Nobilior bei Numantia überfallen und verlor eine ganze Legion. 150 v. Chr. bot eine Gesandtschaft der Lusitaner dem Praetor Servius Sulpicius Galba (nicht zu verwechseln mit dem späteren römischen Kaiser gleichen Namens) einen Waffenstillstand an. Dieser ging zum Schein darauf ein und bot ihnen sogar Land an, auf dem sie sich ansiedeln konnten. Dazu sollten sie sich in drei Gruppen aufteilen und die Waffen niederlegen. Galba jedoch ließ die drei nun wehrlosen Gruppen eine nach der anderen einkesseln und zu Tausenden töten, der Rest wurde in die Sklaverei verkauft. Für diese Tat entging Galba nur knapp einer Anklage in Rom, doch der Krieg war damit vorerst beendet.

### Viriatus
Viriatus, einer der wenigen Lusitaner, die dem Gemetzel des Galba entkommen konnten, schwang sich ab 147 v. Chr. zum Führer der Lusitaner auf und wurde zu einem der gefährlichsten Gegner der Römer. Diese machten Quintus Fabius Maximus, den Bruder von Scipio Africanus dem Jüngeren, zum Konsul für die römische Provinz Hispania citerior. Quintus Fabius Maximus gelang es zunächst, Viriatus zu schlagen, danach konnte dieser den Römern aber eine ernste Niederlage beibringen (143 v. Chr., Zweite Schlacht bei Baecula), so dass sich die Römer nach Córdoba zurückziehen mussten. 140 v. Chr. schlug Viriatus den neuen römischen Konsul Quintus Fabius Maximus Servilianus; mehr als 3.000 Römer starben auf dem Schlachtfeld. Die Römer mussten in einen demütigenden Friedensvertrag einwilligen, der allerdings vom Senat in Rom nicht ratifiziert wurde. Dies bedeutete unter anderem die erste Konfrontation des Tiberius Sempronius Gracchus mit dem Senat, dessen Ansehen unter der Beteiligung an dieser Niederlage litt. 139 v. Chr. brachen die Römer den mit Viriatus geschlossenen Frieden und bestachen seine Gesandten, die Viriatus daraufhin bei Viseu ermordeten.

### Beendigung des Krieges
Mit dem Tode Viriatus' brach der Aufstand zusammen. Der 138 v. Chr. neu ernannte Statthalter der Provinz Hispania Ulterior, Decius Junius Brutus, begann sogleich mit neuen militärischen Aktionen im Bereich des heutigen Portugals, zumal die Lusitanen den Römern den freien Zugang in diesem Bereich zum Atlantik abschnitten. Er ließ im Tal des Tajo befestigte Militäranlagen errichten und begann von hier aus, die heutigen Regionen Alentejo und Algarve zu unterwerfen. Im Norden unterwarfen seine Truppen Teile der von den Galiciern bewohnten Gebiete (die von den Römern, anders als später von den Mauren, gänzlich erobert wurden). Er traf auf wenig Widerstand. Eine der letzten Schlachten wurde möglicherweise nahe dem im Tejotal liegenden heutigen Santarém, von dem vermutet wird, dass sie mit der römischen Stadt Scallabis identisch ist, geschlagen, womit Decius Junius Brutus den Zugang zur iberischen Westküste, dem Atlantik, als gesichert sah. Er soll frühen Legenden nach an der Küste der späteren Unterprovinz Scallabis zum Dank einen Neptuntempel errichtet haben. Tatsächlich wurden 1961 in dieser Region nahe der heutigen Stadt Nazaré die Teile einer der ältesten frühchristlichen Kirchen der Iberischen Halbinsel, die aus dem 7. Jahrhundert datiert wird, entdeckt, die Kirche von São Gião. Nach Meinung einiger Archäologen wurde sie auf den Resten eines römischen Tempels errichtet. Die archäologischen Ausgrabungen sind bis heute noch nicht abgeschlossen. Mit den militärischen Aktionen des Decius Junius Brutus wurde die gefährlichste Herausforderung für die römische Herrschaft auf der iberischen Halbinsel beendet. Die Keltiberer erhielten von den Römern Land zur Ansiedlung.

### Schleifung Numantias
Numantia ergab sich allerdings nicht. Im Jahr 134 v. Chr. übernahm Scipio Africanus der Jüngere den Oberbefehl über die Truppen in Spanien und eroberte Numantia im Sommer ein Jahr später. Er verkaufte die Bevölkerung in die Sklaverei und ließ die Stadt schleifen, damit war der Spanische Krieg endgültig beendet.

## Bedeutung
Nach dem Sieg der Römer im Spanischen Krieg ist deren Herrschaft über die Iberische Halbinsel nicht mehr ernsthaft gefährdet, obwohl immer wieder Auseinandersetzungen aufflammen. So musste der Statthalter von Hispania Ulterior Publius Licinius Crassus zwischen 96 und 94 v. Chr. Truppen zur Niederschlagung eines Aufstandes in den nordwestlichen Teil der Iberischen Halbinsel entsenden, der in den Teilbereichen zwischen den Flüssen Duero und Miño bereits im Rahmen der Feldzüge von Decius Junius Brutus besetzt worden war. Ab dem Jahre 81 v. Chr. flammen auf der ganzen iberischen Halbinsel in beiden Provinzen (Hispania Citerior und Ulterior) erneut Aufstände gegen die römische Besatzung auf, diesmal als Folge der Schwächung durch den fortgesetzten in Rom geführten Bürgerkrieg. Erst Caesar, der 61 v. Chr. zum Konsul der Provinz Hispania Ulterior ernannt wurde, gelang es von dem Tajo- und dem Duerotal aus, den Widerstand der lusitanischen Stämme weitgehend zu brechen, ohne indessen den Nordwesten der iberischen Halbinsel zu beherrschen. Um auch diese Region zu befrieden, wurden unter Augustus dort die Städte Bracara Augusta (Braga), Lucus Augusti (Lugo) und Asturica Augusta (Astorga) gegründet. Aber weder hierdurch noch durch die wiederholte Ansiedlung von Veteranen konnte der von den teilweise schon seit vorrömischer Zeit dort vorhandenen verbreiteten Befestigungsanlagen (den castros, auch cultura castreja genannt) ausgehende Widerstand gebrochen werden. Bereits im dritten Jahrhundert siedelten sich dort zudem germanische Stämme an, die in das römische Reich eingefallen waren.